# Амур и Психея (ван Дейк)
Амур и Психея (англ. Cupid and Psyche) — картина голландского живописца Антониса ван Дейка. Сюжетом для полотна послужил древнегреческий миф о любви между Амуром и Психеей. Картина размещена в Королевской коллекции, Кенсингтонский дворец (Великобритания).

## История создания
Картина «Амур и Психея» была создана во время проживания Антониса ван Дейка в Лондоне, в который он перебрался еще в 1632 году. Написанная в 1638 году, она относится к последним работам художника перед смертью. Сюжет был выбран из древнегреческого романа об «Амуре и Психее». На полотне автор отобразил сцену, когда после долгой разлуки Амур находит Психею, спящую вечным сном. Предполагается, что работа Антонису ван Дейку была заказана для украшения Королевского дворца в Гринвиче. Сэр Питер Лели, голландский художник и коллекционер — был почитателем творчества Антониса ван Дейка и всячески старался ему подражать. После смерти последнего в 1660 году Лели приобретает ряд его картин, среди которых была картина «Амур и Психея».

## Сюжет картины
Сюжетом картины послужил рассказ из романа Апулея «Метаморфозы, или Золотой осел». Психея была третей дочерью в семье смертных людей. Амур влюбился в Психею и решил взять ее в жены. Этому воспротивилась его мать Венера, и Амур отправился с Психеей в замок, где появлялся перед ней только ночью и не разрешал на себя смотреть при свете. Сестры подговорили девушку тайно взглянуть на него и она, воспользовавшись свечей, осветила его лицо. Амур был разбужен пролившимся на него горячим воском и, будучи рассерженным, оставил ее одну в замке. После долгих поисков путей примирения Психея пришла просить помощи у Венеры и последняя приняла решение загубить девушку разными сложными заданиями, смертельным из которых стало требование принести стеклянную шкатулку из подземного царства. Прозерпина, богиня подземного царства, сжалилась над девушкой и отдала ей требуемое, но строго запретила открывать сундук. На обратном пути Психея не сдержала любопытства и, открыв его, моментально уснула вечным сном. Амур, который выздоровел к тому времени, отправился на поиски девушки. Обнаружив ее без сознания, он целует ее, чем и пробуждает от вечного сна.